# Vettoria
Vettoria är ett släkte av kräftdjur. Vettoria ingår i familjen Sapphirinidae.
Kladogram enligt Catalogue of Life:
| Vettoria | \| \| Vettoria granulosa \| \| \| \| \| \| Vettoria parva \| \| \| \| |
|          | \| \| Vettoria granulosa \| \| \| \| \| \| Vettoria parva \| \| \| \| |
|          | Copilia                                                               |
|          |                                                                       |
|          | Sapphirina                                                            |
|          |                                                                       |
|          | Vettoria granulosa                                                    |
|          |                                                                       |
|          | Vettoria parva                                                        |
|          |                                                                       |

|  | Vettoria granulosa |
|  |                    |
|  | Vettoria parva     |
|  |                    |